# Bernard Inom
Bernard Inom est un boxeur français né le 25 août 1973 à La Réunion.

## Carrière
Bernard Inom est médaillé d'argent aux championnats du monde de Berlin en 1995 dans la catégorie des poids mi-mouches.
Au niveau national, il est champion de France de boxe amateur dans la catégorie des poids mi-mouches en 1992, 1993 et 1994 et dans la catégorie des poids mouches en 1997, 1998 et 1999.